# Kanton Monségur
Der Kanton Monségur war bis 2015 ein französischer Wahlkreis im Arrondissement Langon, im Département Gironde und in der Region Aquitanien; sein Hauptort war Monségur.
Der 15 Gemeinden umfassende Kanton war 115,67 km² groß und hatte 4702 Einwohner (Stand: 2012).

## Gemeinden
| Gemeinde                      | Einwohner | Code postal | Code Insee |
| ----------------------------- | --------- | ----------- | ---------- |
| Castelmoron-d’Albret          | 62        | 33540       | 33103      |
| Cours-de-Monségur             | 249       | 33580       | 33136      |
| Coutures                      | 65        | 33580       | 33139      |
| Dieulivol                     | 263       | 33580       | 33150      |
| Landerrouet-sur-Ségur         | 108       | 33540       | 33224      |
| Mesterrieux                   | 179       | 33540       | 33283      |
| Monségur                      | 1429      | 33580       | 33289      |
| Neuffons                      | 122       | 33580       | 33304      |
| Le Puy                        | 290       | 33580       | 33345      |
| Rimons                        | 190       | 33580       | 33353      |
| Roquebrune                    | 217       | 33580       | 33359      |
| Sainte-Gemme                  | 187       | 33580       | 33404      |
| Saint-Sulpice-de-Guilleragues | 227       | 33580       | 33481      |
| Saint-Vivien-de-Monségur      | 370       | 33580       | 33491      |
| Taillecavat                   | 263       | 33580       | 33520      |